# Scylaticus leoninus
Scylaticus leoninus är en tvåvingeart som beskrevs av Engel 1932. Scylaticus leoninus ingår i släktet Scylaticus och familjen rovflugor. Inga underarter finns listade i Catalogue of Life.